# Ілін-Голуб-Тьорюр-Арита
Ілі́н-Голу́б-Тьорю́р-Арита́ (рос. Илин-Голуб-Тёрюр-Арыта) — невеликий острів в Оленьоцькій затоці моря Лаптєвих. Територіально відноситься до Якутії, Росія.
Розташований в центрі затоки, в дельті річки Оленьок. Знаходиться в північній частині дельти. На півдні омивається затокою Огонньор-Кубата. На заході вузькою протокою відокремлюється від сусіднього острова Голуб-Тьорюр-Арита, на сході — островів Ольоте-Арита, Сюгюлдьор-Арита та От-Ари. Острів має видовжену форму, простягається з північного сходу на південний захід. Вкритий пісками та болотами, має 2 невеликих озера, окрім заходу оточений мілинами.
| Росія | Це незавершена стаття з географії Росії. Ви можете допомогти проєкту, виправивши або дописавши її. |